# Ezek a fiatalok (album)
Az Ezek a fiatalok az azonos című film filmzenealbuma, amely 1967-ben jelent meg. Ez volt az első nagylemez, amin Illés-dalok szerepeltek. A borító három különböző hátoldallal jelent meg (a fényképek sorrendje változó). Csak mono példányok kerültek forgalomba.

## Az album dalai
Minden dal Szörényi Levente és Bródy János szerzeménye, az előadó  pedig az Illés-együttes, kivéve azok, ahol a szerző, illetve az előadó jelölve van.

### A oldal
1. Ta-tarada-dam – 3:23
2. Metró: Gyémánt és arany (Schöck Ottó – Sztevanovity Dusán) – 3:05
3. Koncz Zsuzsa és az Illés: Szőke Anni balladája (Illés Lajos – Bródy János) – 3:37
4. Zalatnay Sarolta és a Metró: Mostanában – 2:32 (Sztevanovity Zorán – Sztevanovity Dusán)
5. Láss, ne csak nézz – 3:08
6. Koncz Zsuzsa és az Omega: Ez az a ház (Illés Lajos – Bródy János) – 2:42

### B oldal
1. Koncz Zsuzsa és az Illés: Miszter Alkohol (Szörényi Szabolcs – Bródy János) – 2:36
2. Eljöttél – 2:41
3. Sárga rózsa – 3:51
4. Koncz Zsuzsa és az Illés: Fáradt vagyok – 3:13
5. Koncz Zsuzsa és az Illés: Néma szerelem – 2:46
6. A bolond lány – 3:47

### Bónuszdalok
Ezek a számok csak az 1993-as CD-kiadáson jelentek meg, az 1967-es és 1986-os nagylemezeken nem, csupán korábbi és későbbi kislemezeken.
1. A magányos (Szörényi Levente) – 2:27
2. Különös lány – 2:19
3. Protonok tánca (Illés Lajos) – 2:40
4. Séta az arany húrokon (Szörényi Levente) – 2:37
5. Táskarádió (Fényes Szabolcs – Bacsó Péter) – 2:15
6. Üzenet Eddynek (Szörényi Levente) – 2:03
7. Az utcán – 3:09
8. Igen – 2:57
9. Itt állok egymagam – 2:38
10. Légy jó kicsit hozzám – 2:23
11. Még fáj minden csók – 2:49
12. Mindig veled – 2:35
13. Nyári mese – 2:27

## Közreműködők
- Koncz Zsuzsa – ének
- Zalatnay Sarolta – ének

Illés
- Illés Lajos – zongora, csembaló, orgona, vokál
- Szörényi Levente – ének, gitár, citera, vokál
- Szörényi Szabolcs – ének, basszusgitár, vokál
- Bródy János – ritmusgitár, citera, melodika, harmonika, furulya, vokál
- Pásztory Zoltán – dob, ütőhangszerek

Metró
- Sztevanovity Zorán – gitár, ének, vokál
- Sztevanovity Dusán – ritmusgitár, vokál
- Schöck Ottó – orgona, zongora
- Rédei Gábor – basszusgitár
- Veszelinov András – dob, ütőhangszerek

Omega
- Kóbor János – ritmusgitár, vokál
- Benkő László – orgona, vokál
- Mihály Tamás – basszusgitár, vokál
- Kovacsics András – gitár
- Laux József – dob, ütőhangszerek

## A hanglemez producensei
- Máté András – borító design
- Juhász István – zenei rendező
- Lukács János – hangmérnök

## Külső hivatkozások
- Információk az Illés hivatalos honlapján
- Információk a Hungaroton honlapján
- A felvételek részletes stábja